# Chirbet el-Qom
Chirbet el-Qom – stanowisko archeologiczne zawierające dwa grobowce znajdujące się na terytorium biblijnego Królestwa Judy, pomiędzy Lakisz a Hebronem.
Grobowce były badane przez Williama Devera w 1967 roku po ich odkryciu przez złodziei grobów oraz po wcześniejszym odkryciu Kuntillet Ajrud, gdzie również znajdowały się inskrypcje odnoszące się do Aszery. Oba grobowce zawierają inskrypcje. Napis z drugiego grobowca jest powiązany z odbiciem prawej dłoni kojarzonym z amuletem i zawiera treść:
ברך אריהו ליהוה

נצרי ולאשרתה הושע לה

Błogosławiony bądź Urjahu przez Jahwe

i przez jego aszerę, niech on ochroni cię przed wrogami

Inskrypcja datowana jest na drugą połowę VIII wieku p.n.e., jest więc nieco młodsza od inskrypcji z Kuntillet Ajrud. W przeciwieństwie do inskrypcji z Kuntillet Ajrud nie zawiera nazwy miejscowości związanej z Jahwe (inskrypcje z Kuntillet Ajrud określają „Jahwe z Samarii” i „Jahwe z Temanu”), wydaje się więc że powstały już po upadku Samarii, gdzie Jahwe miał status Boga jedynego.